# Успенская, Светлана Георгиевна
Светлана Георгиевна Успенская (род. 1965) - советская пловчиха в ластах.

## Карьера
С 1975 года занималась подводным спортом в специализированной детско-юношеской школе республиканского морского клуба ДОСААФ УССР.
Её тренером был отец - Г.Н. Успенский, Заслуженный тренер СССР и Украины.
В августе 1982 года, на чемпионате СССР - три золотые медали и столько же мировых рекордов! 
А через несколько дней и Чемпионат мира 1982 года. Результат - четыре золотые и одна серебряная медаль, а также приз "За волю к победе".
В 1983 году на чемпионате СССР Светлана трижды поднимается на высшую ступень пьедестала. На Спартакиаде выигрывает четыре дистанции, три из них - с новыми мировыми рекордами!
На Чемпионате Европы в Венгрии - пять золотых и одна серебряная медаль.
Светлана Успенская продолжает уверенно выигрывать на чемпионатах СССР, Спартакиадах, Кубках, устанавливает новые мировые рекорды. На Чемпионате СССР 1987 года Светлана проплывает морскую милю (1850 м) за 17.32.49. Этот результат является мировым рекордом и сегодня!
В октябре 1987 года в Амстердаме состоялся I Чемпионат Европы по дальним марафонским заплывам в ластах. Его участники стартовали на дистанциях 3000 и 5000 м. И снова успех - золотая и серебряная награды. А с Чемпионата Мира, проходившего в июле 1988 года во Франции, Светлана Успенская возвратилась с четырьмя золотыми медалями и титулом абсолютной чемпионки мира. На этом Светлана решает поставить точку в своей блистательной спортивной карьере.
В 1982 году Светлана поступает в Киевский институт физкультуры.
Вышла замуж за Олега Стрелкова - шестикратного чемпиона мира, воспитанника своего отца.